# François Vatable

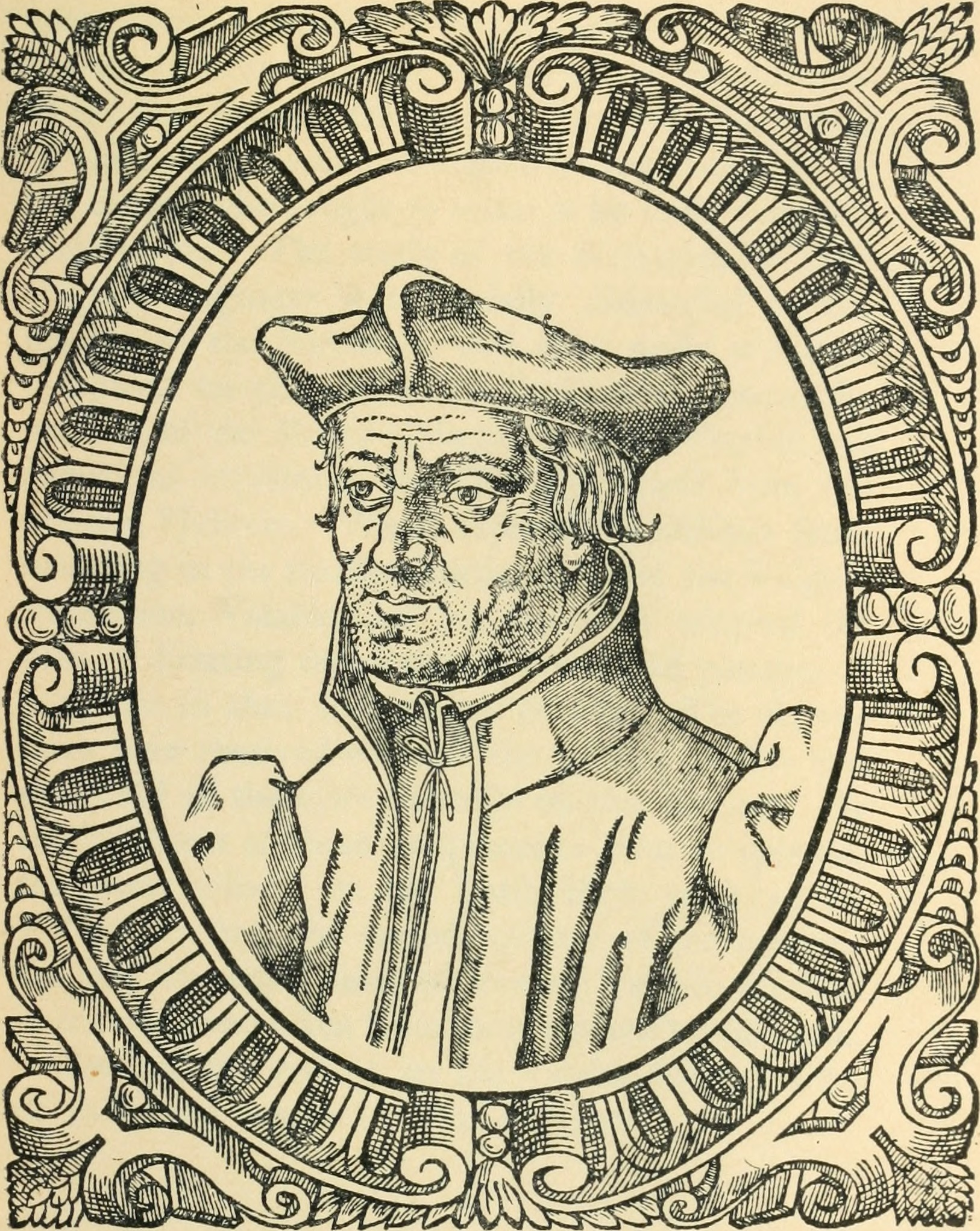
Portret van François Vatable in de 'Icones' van Beza.

François Vatable (laat 15de eeuw – 16 maart 1547) was een Franse humanist, hellenist en hebraïst.

## Leven en Werk
Geboren in Gamaches, Picardië studeerde hij in Parijs en werd opgenomen in de kring rond Jacques Lefèvre d'Étaples en in het Cenakel van Meaux rond bisschop Guillaume Briçonnet. Hij verzorgde nieuwe uitgaven van de werken van Aristoteles (latijnse vertalingen vanuit het Grieks). In 1530 benoemde koning Frans I hem tot Professor Regius voor de Hebreeuwse taal. Hij werd de leraar van een hele generatie Hebraïsten in Frankrijk. Zijn eruditie en onderwijzerstalent werden alom geprezen. Hij werkte mee bij de uitgave van een reeks bijbels in het Latijn en het Hebreeuws, die gedrukt werden door de Koninklijke drukker Robert Estienne. Hij overleed in Parijs.

## Geschriften
Vatable publiceerde geen eigen geschriften, maar redigeerde en vertaalde veel uitgaven (al dan niet anoniem).
Vanaf 1518 verschenen van zijn hand nieuwe Latijnse vertalingen van belangrijke geschriften van Aristoteles: Physica, De caelo, De anima, De generatione et corruptione, Meteorologica, en de Parva naturalia. Als professor Regius werkte hij nauw samen met de koninklijke drukker (Robert Estienne) voor diverse Bijbeluitgaven. Naast de eerste kritische edities van de Vulgaat, verzorgde hij ook een uitgave van de Masoretische tekst van de Bijbel (1539-1544). Bij de Kleine Profeten voegde hij het commentaar van de middeleeuwse rabbi David Kimchi.
Voor de editie van de Vulgaat leverde hij schetsen voor diverse afbeeldingen. Verder wordt verondersteld dat de aantekeningen in de Bijbeleditie van 1545 gebaseerd zijn op college-aantekeningen van studenten van Vatable. In deze Bijbel-editie wordt de tekst van de Vulgaat parallel afgedrukt met een tekst gebaseerd op het Hebreeuws (Leo Jud). Deze aantekeningen zijn de geschiedenis ingegaan als de 'Noten van Vatable' en zijn talloze malen herdrukt.